# Камалгандж
Камалга́ндж (бенг. কমলগঞ্জ, англ. Kamalganj) — город на востоке Бангладеш, административный центр одноимённого подокруга. Площадь города равна 11,66  км². По данным переписи 2001 года, в городе проживало 14 627 человек, из которых мужчины составляли 50,45 %, женщины — соответственно 49,55 %. Плотность населения равнялась 1254 чел. на 1 км². Уровень грамотности населения составлял 38,5 % (при среднем по Бангладеш показателе 43,1 %). 